# 藺常念
藺常念（英語：Francis Lun，1948年—），香港金融業人士，祖籍河北省邯鄲市；香港富昌金融集團創辦人兼前總經理，現任智易東方證券行政總裁 。他在1959年畢業於般含道香港培英中學（小學部），1965年畢業於聖馬可中學中五年級（同屆同學計有紀文鳳及前教育署署長湯啟康），擁有美國明尼蘇達大學工商管理碩士學位，在香港證券行業超過10年。
他是香港專業財經分析及評論家協會主席。
同時是NBC、彭博通訊社、now財經台等各大傳媒之客席評論家。
2021年6月，藺常念作為智易東方證券負責人員，因為智易東方證券的違規行為被證監會暫時吊銷牌照7.2個月。